# Бенево-Парцеля
Бенево-Парцеля (пол. Bieniewo-Parcela) — село в Польщі, у гміні Блоне Варшавського-Західного повіту Мазовецького воєводства.
Населення — 166 осіб (2011).
У 1975-1998 роках село належало до Варшавського воєводства.

## Демографія
Демографічна структура станом на 31 березня 2011 року:
|          | Загалом | Допрацездатний вік | Працездатний вік | Постпрацездатний вік |
| -------- | ------- | ------------------ | ---------------- | -------------------- |
| Чоловіки | 70      | 14                 | 52               | 4                    |
| Жінки    | 96      | 20                 | 56               | 20                   |
| Разом    | 166     | 34                 | 108              | 24                   |